# 李明 (1963年9月)
李明（1963年9月—），2018年起任甘肃省公安厅副厅长。仕途出身於甘肅白银市（白銀市公安局党委书记，白銀市政府党组成员）。2021年黄河石林百公里越野赛事故調查組副組長。

## 生平
籍貫山东昌邑，生於甘肅蘭州。童年經歷甘肅文革。1994年10月加入中国共产党，1985年11月参加工作，中央党校函授学院政法专业毕业，党校大学学历。